# 1959년 팬아메리칸 게임
1959년 팬아메리칸 게임은 1959년 8월 27일부터 9월 7일까지 미국 일리노이주 시카고에서 열린 3번째 팬아메리칸 게임이다.

## 참가국
- 아르헨티나
- 바하마
- 바베이도스
- 버뮤다
- 브라질
- 서인도 연방
- 캐나다
- 칠레
- 쿠바
- 도미니카 공화국
- 에콰도르
- 엘살바도르
- 과테말라
- 영국령 기아나
- 아이티
- 멕시코
- 니카라과
- 네덜란드령 안틸레스
- 파나마
- 페루
- 푸에르토리코
- 우루과이
- 미국 (개최국)
- 베네수엘라

## 개최 종목
- 근대5종
- 농구
- 다이빙
- 레슬링
- 배구
- 복싱
- 사이클
- 수영
- 야구
- 역도
- 요트
- 육상
- 조정
- 체조
- 축구
- 테니스

## 메달 집계
| 순위 | 국가                | 금메달 | 은메달 | 동메달 | 합계 |
| ---- | ------------------- | ------ | ------ | ------ | ---- |
| 1    | 미국                | 115    | 69     | 52     | 236  |
| 2    | 아르헨티나          | 9      | 19     | 11     | 39   |
| 3    | 브라질              | 8      | 8      | 6      | 22   |
| 4    | 멕시코              | 6      | 11     | 12     | 29   |
| 5    | 캐나다              | 5      | 19     | 24     | 48   |
| 6    | 칠레                | 5      | 2      | 6      | 13   |
| 7    | 영국령 서인도 제도  | 2      | 4      | 8      | 14   |
| 8    | 쿠바                | 2      | 4      | 4      | 10   |
| 9    | 바하마              | 2      | 0      | 0      | 2    |
| 10   | 베네수엘라          | 1      | 7      | 7      | 15   |
| 11   | 우루과이            | 1      | 3      | 4      | 8    |
| 12   | 파나마              | 0      | 4      | 4      | 8    |
| 13   | 페루                | 0      | 2      | 5      | 7    |
| 14   | 푸에르토리코        | 0      | 2      | 4      | 6    |
| 15   | 에콰도르            | 0      | 1      | 1      | 2    |
| 16   | 아이티              | 0      | 1      | 0      | 1    |
| 17   | 영국령 기아나       | 0      | 0      | 3      | 3    |
| 18   | 네덜란드령 안틸레스 | 0      | 0      | 1      | 1    |
| 18   | 과테말라            | 0      | 0      | 1      | 1    |
| 합계 | 합계                | 156    | 156    | 153    | 465  |